# Erkencho

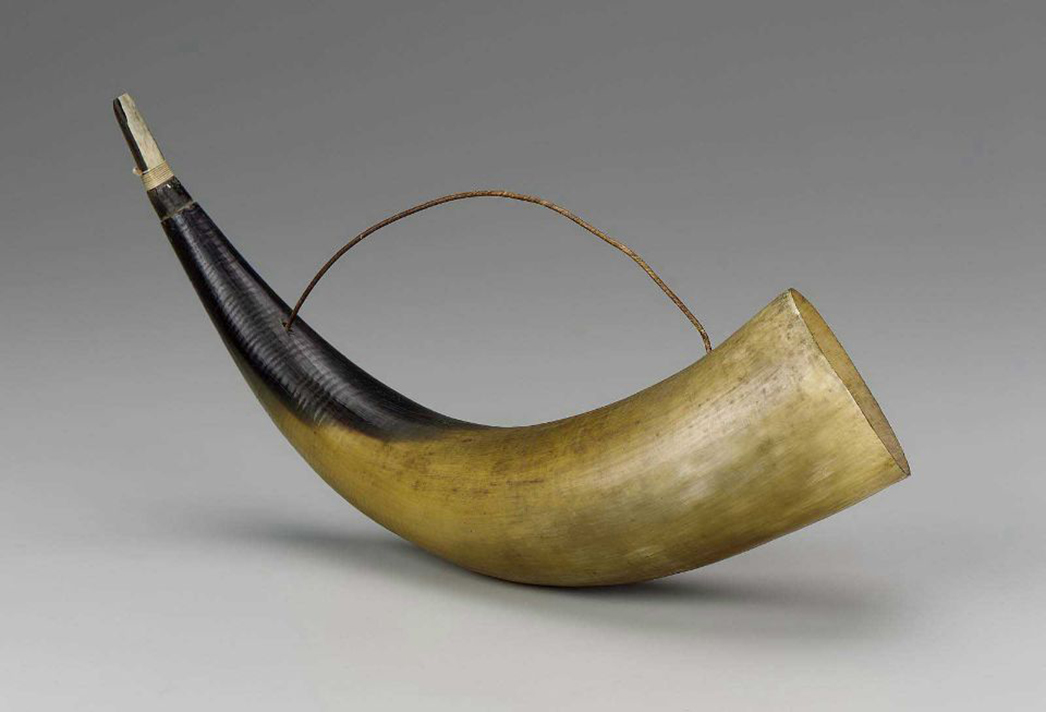
Erkencho

Die Erkencho, auch erquencho, ist ein Einfachrohrblattinstrument aus der nordargentinischen Region Gran Chaco. Der Name erkencho bedeutet „kleine Erke“. Der alte indianische Name für das Instrument, putoto, bedeutet „Muschel“.
Die erkencho ist 25 bis 33 Zentimeter lang und besteht aus einem Kuhhorn ohne Fingerlöcher. In dieses ist am nahen Ende ein etwa 10 Zentimeter langes Einfachrohrblatt aus einem Pflanzenrohr eingesteckt. Der Spieler hält die erkencho mit einer Hand, während er mit der anderen eine Trommel schlägt. Diese Spielweise ähnelt der Kombination von Einhandflöte und tabor.

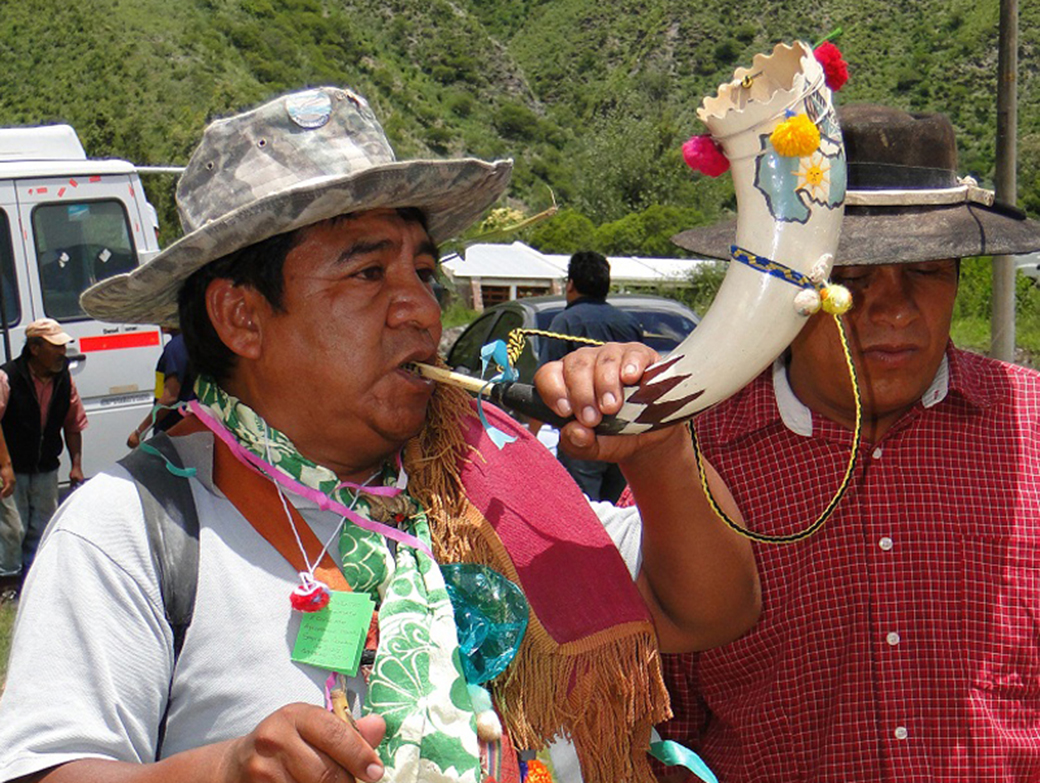
Erkencho-Spieler mit Trommelschlägel in der rechten Hand

Die erkencho ist mit der erke (erque) namens-, aber nicht formverwandt. Die erke ist eine bis zu sieben Meter lange Naturtrompete.